# Василије Висарион
Василије Висарион (грч. Βασίλειος Βησσαρίων, око 1403 — 1475), погрешно називан и Јован или Иван (лат. Johannes), био је један од најпознатијих византијских хуманиста у Италији, који је дао снажан подстрек поновном изучавању античке књижевности, посебно грчке, у западној Европи 15. века.
Рођен у Трапезунту, Висарион је био Плетонов ученик, а 1437. постао је архиепископ у Никеји. Био је велики поборник уније са западном црквом, па је био и вођа „унијатске“ странке на сабору у Ферари-Фиренци. Године 1439. постао је кардинал и после тога остао у Риму, где је око себе окупљао италијанске хуманисте. Након пада Цариграда (1453), 1463. године постао је цариградски латински патријарх.
Поред многобројних теолошких списа, написаних већином у одбрану уније, те говора и писама, написао је и једно дело уперено против Георгија Трапезунтског (који је заступао аристотелизам против Плетона и Висариона) под насловом Против Платоновог кваритеља (In calumniatorem Platonis), у коме – слично Томи Аквинском, који је користио Аристотелова дела, – уводи Платона у службу хришћанске вере и догме. Треба истаћи и његов превод Аристотелове Метафизике на латински језик. Висарион је имао највећу збирку грчких рукописа онога времена (482 кодекса), које је завештао цркви светог Марка у Венецији.